# Platynaspis
Genre
Platynaspis est un genre d'insectes coléoptères de la famille des coccinelles.

## Liste d'espèces
Selon ITIS (29 août 2014) :
- Platynaspis nigra (Weise, 1879)

Selon NCBI (22 juin 2021) :
- Platynaspis capicola
- Platynaspis hainanensis
- Platynaspis lewisii
- Platynaspis luteorubra
- Platynaspis maculosa